# Falun, Kansas

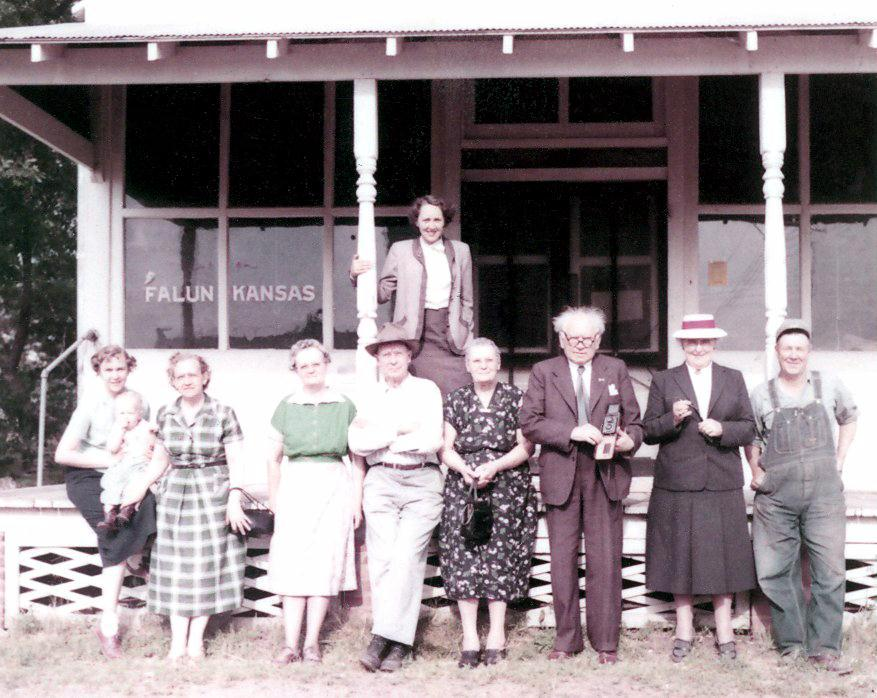
Stefan Anderson med maka och dottern Birgit Ridderstedt (upptill) besöker Falun, Kansas, 1955.

Falun är ett kommunfritt område i sydvästra Saline County, Kansas, United States. Det ligger sydväst om staden Salina. Fastän Falun är kommunfritt, finns här ett postkontor. Orten har fått sitt namn efter svenska Falun.

## Historik
Falun fick sitt namn av den svenske immigranten Erik Fors (eller Eric Forsse som han kallade sig själv i Amerika). Erik Fors föddes i Malung, och emigrerade till Amerika år 1850. Han deltog i inbördeskriget 1861–1865, och år 1869 flyttade han till Kansas med ett fyrtiotal andra svenska nybyggare och grundade Falun, orten döptes efter Falun i Dalarna. Några av innevånarna kom direkt från Sverige, medan andra kom efter att ha bott i Bishop Hill och Galva, Illinois.
Det första postkontoret i Falun grundades 1870.
År 1886 anlades Union Pacific Railroad som gick genom orten samt en station, järnvägen var avgörande för stadens fortsatta utveckling.
Året därpå beslöt innevånarna i Falun att deras antal hade vuxit tillräckligt för att de skulle kunna grunda en egen kyrka. De första pastorn för denna nya kyrka var pastor Carl A. Swenson.

## Berömda personer
- U. Alexis Johnson, amerikansk diplomat

### Fotnoter
1. ↑  Rand McNally.  The Road Atlas '08. Chicago: Rand McNally, 2008, p. 41.
2. ↑  ”Svenska ortnamn i Amerika”. www.isof.se. https://www.isof.se/lar-dig-mer/webbutstallningar/halsningar-from-amerikat/svenska-ortnamn-i-amerika. Läst 30 juli 2024.
3. ↑  ”Kansas Post Offices, 1828-1961 - Kansas Historical Society”. web.archive.org. 29 maj 2014. Arkiverad från originalet den 29 maj 2014. https://web.archive.org/web/20140529114219/http://www.kshs.org/geog/geog_postoffices/search/county:SA. Läst 30 juli 2024.
4. 1 2  ”Falun Evangelical Lutheran Church records - State Archives - Kansas Historical Society”. www.kshs.org. https://www.kshs.org/archives/45021. Läst 30 juli 2024.